# نائب الرئيس المنتخب للولايات المتحدة
نائب الرئيس المنتخب للولايات المتحدة هو اللقب الذي يُطلق على الشخص الذي فاز في الانتخابات الرئاسية الأمريكية لمنصب نائب رئيس الولايات المتحدة، ولكنه لم يتم تنصيبه بعد رسميًا. يُستخدم هذا اللقب في الفترة الممتدة من تأكيد المجمع الانتخابي للنتائج وحتى تنصيبه رسميًا في 20 يناير من العام التالي للانتخابات.

## التاريخ
ظهر مفهوم نائب الرئيس المنتخب لأول مرة بعد إقرار دستور الولايات المتحدة عام 1787. في البداية، كان نائب الرئيس يُنتخب مباشرة وفقًا للمرشح الذي حصل على ثاني أعلى عدد من الأصوات في المجمع الانتخابي. ومع ذلك، بعد التعديل الثاني لدستور الولايات المتحدة الأمريكية عام 1804، تم تغيير هذا النظام، حيث أصبح الناخبون يصوتون بشكل منفصل للرئيس ونائب الرئيس. شهد التاريخ الأمريكي عدة حالات مثيرة للجدل حول نائب الرئيس المنتخب، أبرزها انتخابات عام 1876، حيث كان هناك نزاع على النتائج بين صامويل تيلدن ورذرفورد هايز، مما أدى إلى إنشاء لجنة انتخابية لحل النزاع.
- دان كويل وزوجته مارلين كوايلي برفقة جورج بوش الأب وزوجته باربرا بوش ورونالد ريغان وزوجته نانسي ريغان خلال الانتقال الرئاسي لجورج بوش الأب 1988/1989
- جو بايدن برفقة باراك أوباما خلال الانتقال الرئاسي لباراك أوباما 2008/2009
- مايك بنس برفقة دونالد ترامب ويتوسطهم الناطق باسم مجلس النواب الأمريكي بول رايان خلال الانتقال الرئاسي الأول لدونالد ترامب 2016/2017

## الأدوار في انتقال السلطة الرئاسية
خلال الفترة الانتقالية بين الانتخابات ويوم التنصيب، يؤدي نائب الرئيس المنتخب دورًا مهمًا في تشكيل الإدارة الرئاسية الجديدة. تتضمن مهامه:
- الاستعداد لتولي المنصب: يبدأ نائب الرئيس المنتخب في تلقي ملخصات استخباراتية والتشاور مع الرئيس المنتخب حول السياسات المستقبلية.
- تعيين الفريق التنفيذي: يشارك في اختيار كبار المسؤولين الذين سيعملون معه، بما في ذلك مستشاري الأمن القومي وأعضاء فريقه الإداري.
- التواصل مع الكونغرس: يسعى نائب الرئيس المنتخب إلى بناء علاقات مع أعضاء مجلس الشيوخ الأمريكي، حيث سيعمل كرئيس له عند توليه المنصب رسميًا.[2]

## قائمة نواب الرئيس المنتخبين
| نائب الرئيس المنتخب   | الحزب                                  | الحزب                                        | الإنتخابات                                  | التنصيب                                    |
| --------------------- | -------------------------------------- | -------------------------------------------- | ------------------------------------------- | ------------------------------------------ |
| جون آدامز             |                                        | غيرحزبي                                      | انتخابات الرئاسة الأمريكية 1788–89          | التنصيب الأول لجورج واشنطن                 |
| توماس جفرسون          |                                        | الحزب الجمهوري الديمقراطي (الولايات المتحدة) | انتخابات الرئاسة الأمريكية 1796             | تنصيب جون آدامز                            |
| آرون بور              | انتخابات الرئاسة الأمريكية 1800        | الحزب الجمهوري الديمقراطي (الولايات المتحدة) | التنصيب لتوماس جفرسون                       |                                            |
| جورج كلينتون          | انتخابات الرئاسة الأمريكية 1804        | الحزب الجمهوري الديمقراطي (الولايات المتحدة) | التنصيب الثاني لتوماس جفرسون                |                                            |
| إلبردج جيري           | انتخابات الرئاسة الأمريكية 1812        | الحزب الجمهوري الديمقراطي (الولايات المتحدة) | التنصيب الثاني لجيمس مديسون                 |                                            |
| دانيال تومبكينس       | انتخابات الرئاسة الأمريكية 1816        | الحزب الجمهوري الديمقراطي (الولايات المتحدة) | التنصيب الأول لجيمس مونرو                   |                                            |
| جون كالهون            | انتخابات الرئاسة الأمريكية 1824        | الحزب الجمهوري الديمقراطي (الولايات المتحدة) | تنصيب جون كوئينسي آدامز                     |                                            |
| مارتن فان بيورين      |                                        | الحزب الديمقراطي (الولايات المتحدة)          | انتخابات الرئاسة الأمريكية 1828             | Andrew Jackson's second inauguration       |
| ريتشارد مينتور جونسون | انتخابات الرئاسة الأمريكية 1836        | الحزب الديمقراطي (الولايات المتحدة)          | Martin Van Buren's inauguration             |                                            |
| جون تايلر             |                                        | حزب اليمين (الولايات المتحدة)                | انتخابات الرئاسة الأمريكية 1840             | William Henry Harrison's inauguration      |
| جورج دالاس            |                                        | الحزب الديمقراطي (الولايات المتحدة)          | انتخابات الرئاسة الأمريكية 1844             | James K. Polk's inauguration               |
| ميلارد فيلمور         |                                        | حزب اليمين (الولايات المتحدة)                | انتخابات الرئاسة الأمريكية 1848             | Zachary Taylor's inauguration              |
| وليام آر. كينغ        |                                        | الحزب الديمقراطي (الولايات المتحدة)          | انتخابات الرئاسة الأمريكية 1852             | Oath of office administered March 24, 1853 |
| جون بريكنريدج         | انتخابات الرئاسة الأمريكية 1856        | الحزب الديمقراطي (الولايات المتحدة)          | James Buchanan's inauguration               |                                            |
| هانيبال هاملين        |                                        | الحزب الجمهوري (الولايات المتحدة)            | انتخابات الرئاسة الأمريكية 1860             | Abraham Lincoln's first inauguration       |
| أندرو جونسون          |                                        | National Union                               | انتخابات الرئاسة الأمريكية 1864             | Abraham Lincoln's second inauguration      |
| سكايلر كولفاكس        |                                        | الحزب الجمهوري (الولايات المتحدة)            | انتخابات الرئاسة الأمريكية 1868             | Ulysses S. Grant's first inauguration      |
| هنري ويلسون           | انتخابات الرئاسة الأمريكية 1872        | الحزب الجمهوري (الولايات المتحدة)            | Ulysses S. Grant's second inauguration      |                                            |
| وليام ويلر            | انتخابات الرئاسة الأمريكية 1876        | الحزب الجمهوري (الولايات المتحدة)            | Rutherford B. Hayes's inauguration          |                                            |
| تشستر آرثر            | الانتخابات الرئاسية الأمريكية عام 1880 | الحزب الجمهوري (الولايات المتحدة)            | James A. Garfield's inauguration            |                                            |
| توماس أندروز هندريكس  |                                        | الحزب الديمقراطي (الولايات المتحدة)          | انتخابات الرئاسة الأمريكية 1884             | Grover Cleveland's first inauguration      |
| ليفي بي مورتون        |                                        | الحزب الجمهوري (الولايات المتحدة)            | انتخابات الرئاسة الأمريكية 1888             | Benjamin Harrison's inauguration           |
| أدلاي ستيفنسون الأول  |                                        | الحزب الديمقراطي (الولايات المتحدة)          | انتخابات الرئاسة الأمريكية 1892             | Grover Cleveland's second inauguration     |
| جاريت هوبرت           |                                        | الحزب الجمهوري (الولايات المتحدة)            | انتخابات الرئاسة الأمريكية 1896             | William McKinley's first inauguration      |
| ثيودور روزفلت         | انتخابات الرئاسة الأمريكية 1900        | الحزب الجمهوري (الولايات المتحدة)            | William McKinley's second inauguration      |                                            |
| تشارلز فيربانكس       | انتخابات الرئاسة الأمريكية 1904        | الحزب الجمهوري (الولايات المتحدة)            | Theodore Roosevelt's second inauguration    |                                            |
| جيمس شيرمان           | انتخابات الرئاسة الأمريكية 1908        | الحزب الجمهوري (الولايات المتحدة)            | William Howard Taft's inauguration          |                                            |
| توماس مارشال          |                                        | الحزب الديمقراطي (الولايات المتحدة)          | انتخابات الرئاسة الأمريكية 1912             | Woodrow Wilson's first inauguration        |
| كالفين كوليدج         |                                        | الحزب الجمهوري (الولايات المتحدة)            | انتخابات الرئاسة الأمريكية 1920             | Warren G. Harding's inauguration           |
| تشارلز جيتس دوز       | انتخابات الرئاسة الأمريكية 1924        | الحزب الجمهوري (الولايات المتحدة)            | Calvin Coolidge's inauguration              |                                            |
| تشارلز كورتيس         | انتخابات الرئاسة الأمريكية 1928        | الحزب الجمهوري (الولايات المتحدة)            | Herbert Hoover's inauguration               |                                            |
| جون نانس غارنر        |                                        | الحزب الديمقراطي (الولايات المتحدة)          | انتخابات الرئاسة الأمريكية 1932             | Franklin D. Roosevelt's first inauguration |
| هنري أغارد ولاس       | انتخابات الرئاسة الأمريكية 1940        | الحزب الديمقراطي (الولايات المتحدة)          | Franklin D. Roosevelt's third inauguration  |                                            |
| هاري ترومان           | انتخابات الرئاسة الأمريكية 1944        | الحزب الديمقراطي (الولايات المتحدة)          | Franklin D. Roosevelt's fourth inauguration |                                            |
| ألبين باركلي          | انتخابات الرئاسة الأمريكية 1948        | الحزب الديمقراطي (الولايات المتحدة)          | Harry S. Truman's second inauguration       |                                            |
| ريتشارد نيكسون        |                                        | الحزب الجمهوري (الولايات المتحدة)            | انتخابات الرئاسة الأمريكية 1952             | Dwight D. Eisenhower's first inauguration  |
| ليندون جونسون         |                                        | الحزب الديمقراطي (الولايات المتحدة)          | انتخابات الرئاسة الأمريكية 1960             | John F. Kennedy's inauguration             |
| هيوبرت همفري          | انتخابات الرئاسة الأمريكية 1964        | الحزب الديمقراطي (الولايات المتحدة)          | Lyndon B. Johnson's second inauguration     |                                            |
| سبيرو أغنيو           |                                        | الحزب الجمهوري (الولايات المتحدة)            | انتخابات الرئاسة الأمريكية 1968             | Richard Nixon's first inauguration         |
| والتر مونديل          |                                        | الحزب الديمقراطي (الولايات المتحدة)          | انتخابات الرئاسة الأمريكية 1976             | Jimmy Carter's inauguration                |
| جورج بوش الأب         |                                        | الحزب الجمهوري (الولايات المتحدة)            | انتخابات الرئاسة الأمريكية 1980             | Ronald Reagan's first inauguration         |
| دان كويل              | الانتخابات الرئاسية الأمريكية 1988     | الحزب الجمهوري (الولايات المتحدة)            | George H. W. Bush's inauguration            |                                            |
| آل جور                |                                        | الحزب الديمقراطي (الولايات المتحدة)          | الانتخابات الرئاسية الأمريكية 1992          | حفل تنصيب بيل كلينتون الأول                |
| ديك تشيني             |                                        | الحزب الجمهوري (الولايات المتحدة)            | الانتخابات الرئاسية الأمريكية 2000          | التنصيب الأول لجورج بوش الابن              |
| جو بايدن              |                                        | الحزب الديمقراطي (الولايات المتحدة)          | الانتخابات الرئاسية الأمريكية 2008          | التنصيب الأول لباراك أوباما                |
| مايك بنس              |                                        | الحزب الجمهوري (الولايات المتحدة)            | الانتخابات الرئاسية الأمريكية 2016          | تنصيب دونالد ترامب الأول                   |
| كامالا هاريس          |                                        | الحزب الديمقراطي (الولايات المتحدة)          | الانتخابات الرئاسية الأمريكية 2020          | تنصيب جو بايدن                             |
| جيه دي فانس           |                                        | الحزب الجمهوري (الولايات المتحدة)            | الانتخابات الرئاسية الأمريكية 2024          | تنصيب دونالد ترامب الثاني                  |
| Notes:                |                                        |                                              |                                             |                                            |

## وصلات خارجية
- معلومات عن المجمع الانتخابي الأمريكي
- The White House - Official Site